# Sinicola
Sinicola is een geslacht van weekdieren uit de klasse van de Gastropoda (slakken).

## Soorten
- Sinicola asamiana Páll-Gergely, 2013
- Sinicola alphonsi (Deshayes, 1870)
- Sinicola biforis (Heude, 1885)
- Sinicola emoriens (Gredler, 1881)
- Sinicola fimbriosa (Martens, 1875)
- Sinicola jugatoria (Ancey, 1885)
  - = Sinicola laminifera (Möllendorff, 1885)
- Sinicola murata (Heude, 1885)
- Sinicola reserata (Heude, 1885)
- Sinicola schmackeri Páll-Gergely, 2013
- Sinicola stenochila (Möllendorff, 1885)
- Sinicola stenomphala Páll-Gergely & Hunyadi, 2013
- Sinicola straeleni (Yen, 1937)
- Sinicola vallata (Heude, 1889)
- Sinicola vargabalinti Páll-Gergely, 2014[2]